# Sovetski (Adiguèsia)
|  | Per a altres significats, vegeu «Sovetski». |

Sovetski - Советский (rus) - és un khútor de la República d'Adiguèsia, a Rússia. Es troba a la vora del riu Psenafa, a 19 km al nord de Tulski i a 7 km de Maikop. Pertany al khútor de Sévero-Vostótxnie Sadi.